# Robion
Robion település Franciaországban, Vaucluse megyében. Lakosainak száma 4803 fő (2022. január 1.). Robion Cabrières-d’Avignon, Cavaillon, Cheval-Blanc, L’Isle-sur-la-Sorgue, Lagnes, Maubec és Taillades községekkel határos.

## Népesség
A település népessége az elmúlt években az alábbi módon változott:
| Lakosok száma | 4152 | 4393 | 4595 | 4531 | 4587 | 4631 | 4688 | 4746 | 4803 |
|               | 2013 | 2015 | 2016 | 2017 | 2018 | 2019 | 2020 | 2021 | 2022 |